# Invisible Light
"Invisible Light" – trzeci i ostatni singel z trzeciego albumu amerykańskiej grupy pop dance Scissor Sisters zatytułowanego Night Work. Utwór został wydany w Wielkiej Brytanii 13 grudnia 2010 roku. Do singla nakręcono teledysk, który został wyreżyserowany przez Nicolàsa Méndez.

## Lista utworów
1. Invisible Light - 6:14